# イオンモール木曽川

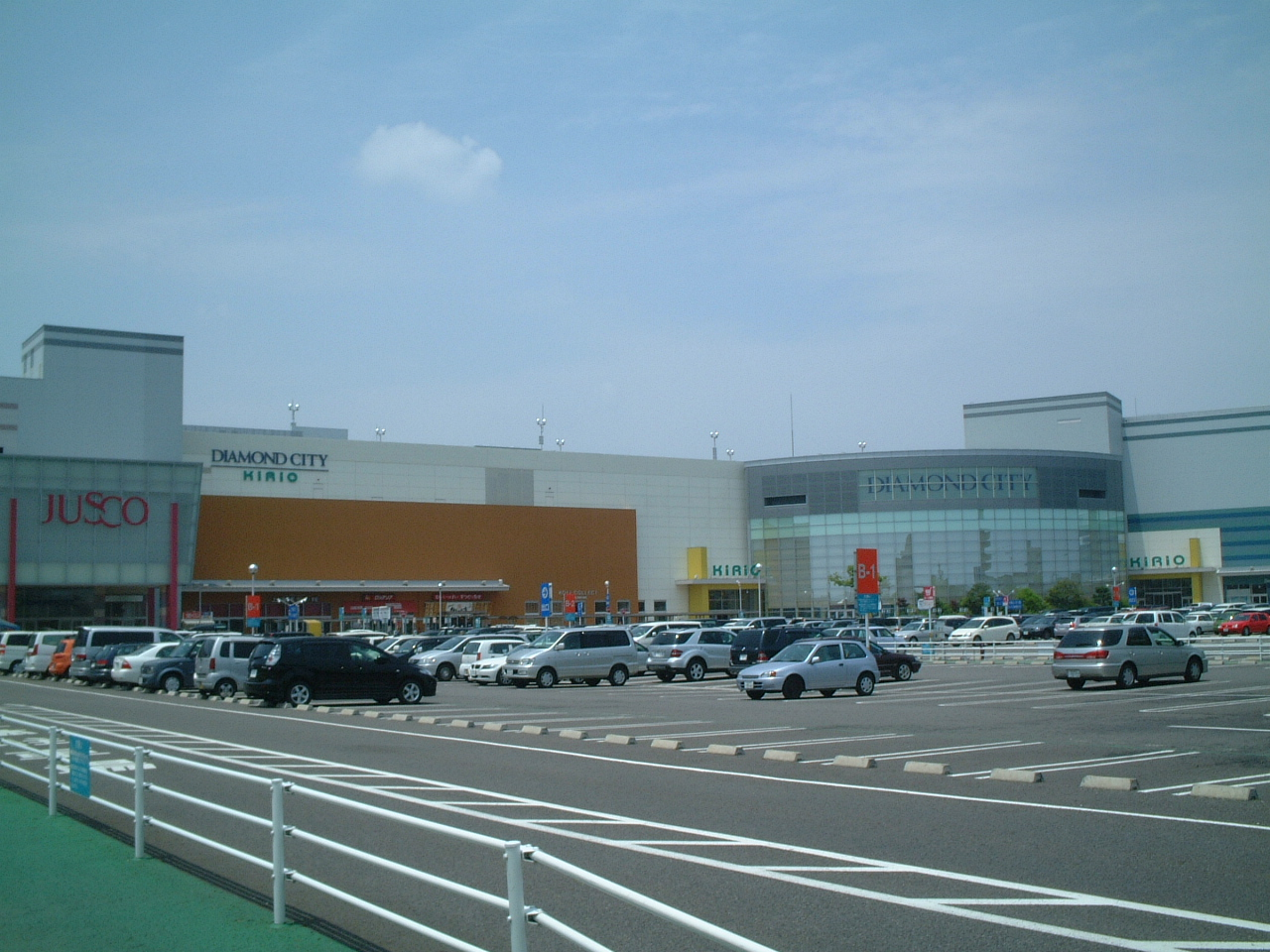
ダイヤモンドシティ・キリオ時代

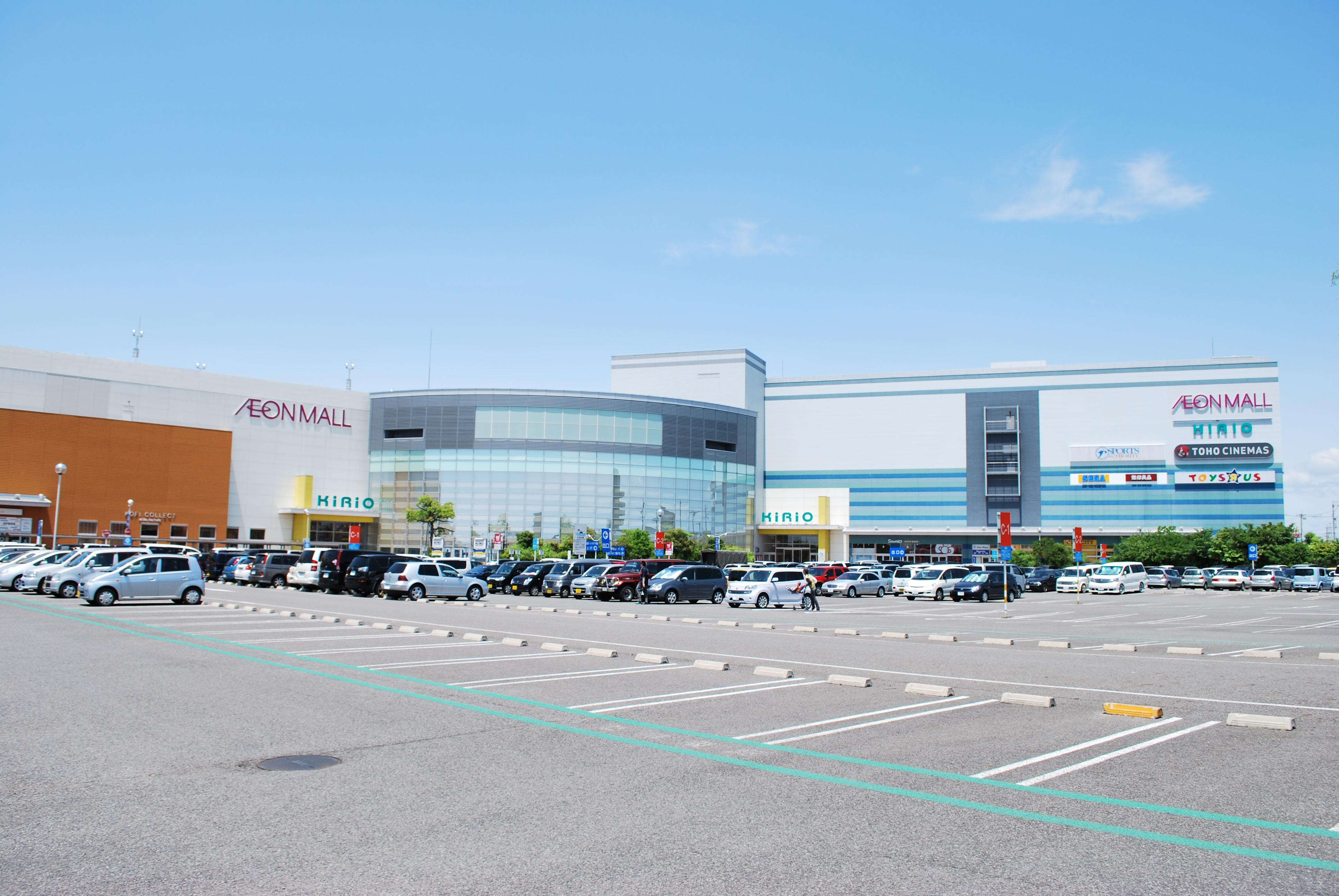
イオンモール木曽川キリオ時代

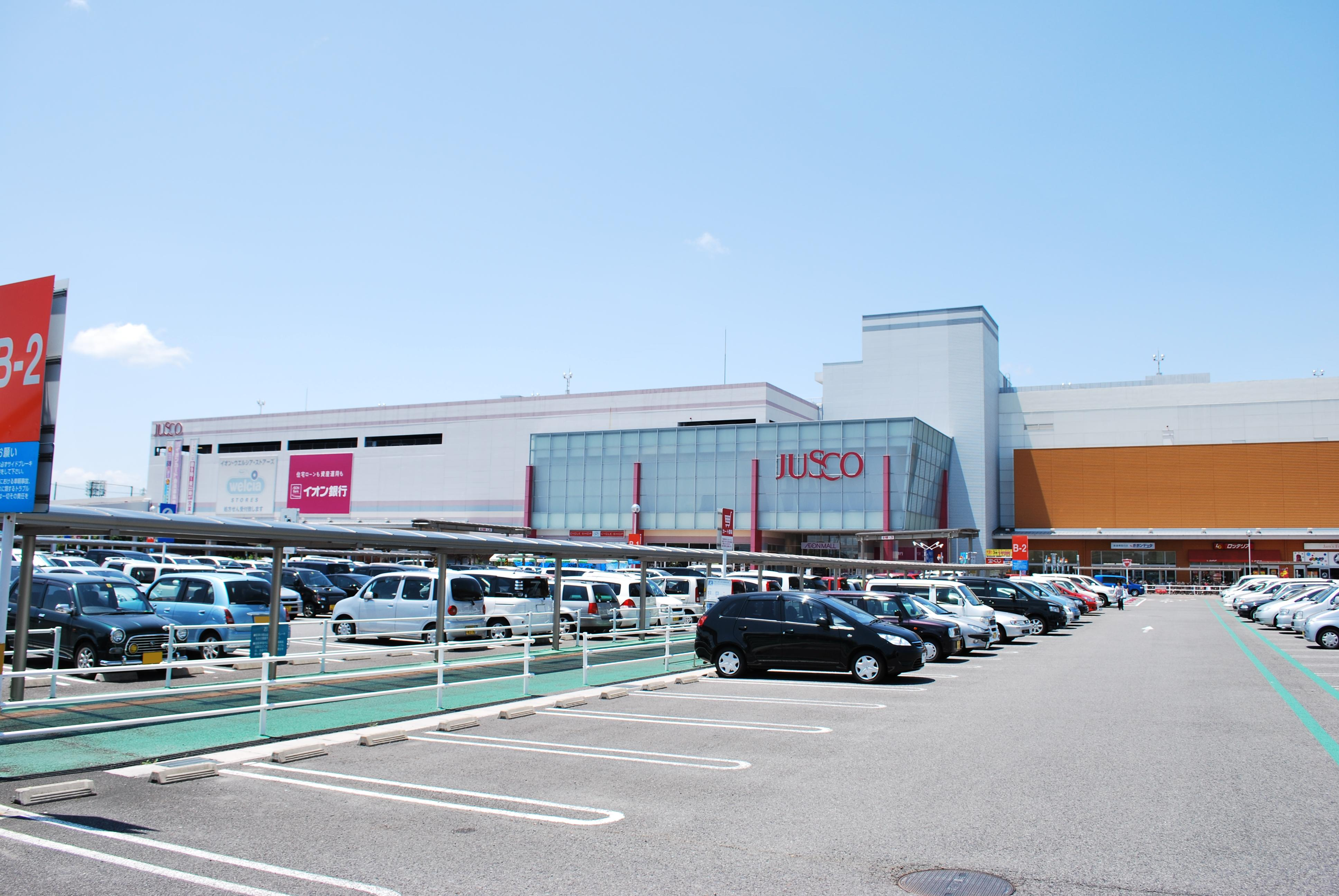
ジャスコ木曽川店（2009年（平成21年）当時）

イオンモール木曽川（イオンモールきそがわ）は、愛知県一宮市木曽川町に所在するショッピングセンターである。

## 概要
愛知県の中でもかなり北に位置し、また愛知県最西端のイオンモールでもある。倉敷紡績木曽川工場跡地の再開発事業の一環として2002年（平成14年）に計画が発表され、2003年（平成15年）8月20日に「ダイヤモンドシティ木曽川ショッピングセンター」として着工した。この着工時点では2004年（平成16年）4月12日の開業を目指していた。
2004年（平成16年）1月にはショッピングセンターの正式名称を「ダイヤモンドシティ・キリオ（DIAMOND CITY Kirio）」とすることを決定し、同年6月24日に正式開業した。開業時点では、運営は株式会社ダイヤモンドシティで、核店舗はジャスコ木曽川店であった。
旧名称の最後に付いていた愛称の「キリオ（Kirio）」の由来は、Kindhearted（親切で思いやりのある）+Impress（感動を与える）+Refresh（爽やかにする）+Interest（興味が持てる）+Only one（ただ一つの）の頭文字を取り、木曽川をローマ字にした「Kisogawa」の「Ki」と、川をスペイン語にした「Rio」をあわせた合成語となっている。現名称に変更後も、この愛称で親しまれている。

### 店名の変遷
2007年（平成19年）8月21日、運営会社のダイヤモンドシティがイオン興産と合併したことに伴って運営母体がイオンモールとなり、同年9月22日に「イオンモール木曽川キリオ」に名称変更された。
また、2011年（平成23年）にはイオンモール運営ショッピングセンターの名称を「イオンモール+所在地名」の形に統一することになったため、10月21日に「イオンモール木曽川」へ変更。これに先立つ3月1日には、イオングループの総合スーパーを「イオン」に統一することに伴い、核店舗の名称が「ジャスコ木曽川店」から「イオン木曽川店」に改称された。
また、現存する店舗としては東海地方唯一の元ダイヤモンドシティ店舗である。

## 近隣の競合店
当店の近隣にアピタパワー木曽川店が立地しているほか、テラスウォーク一宮（1975年（昭和50年）6月27日に国道22号（名岐バイパス）沿いに大規模な駐車場を備えモータリゼーションに対応開店したユニーの主力店舗の一つで「サンテラス一宮店」を経てアピタ一宮店へ店名を変更した後建て替えられたもの）などのユニー系のショッピングセンターが立地している。
また、当店は愛知県内に立地しているが、来店客の約30%は岐阜県内から来ているとされており、カラフルタウン岐阜などの岐阜県内のショッピングセンターも競合店となっている。
2007年（平成19年）度の売上高は約330億円とされている。

## テナント
2010年（平成22年）11月11日にリニューアルグランドオープンし、多くのテナントが改装され、また新規テナントも出店した。
核店舗のイオン木曽川店は売り場を1階・2階に置き、3階部分は「イオン側駐車場」となっている。
専門店テナントは約160店舗が出店する。出店テナント全店の一覧・詳細情報は公式サイト「ショップガイド」を、営業時間およびATMを設置する金融機関の詳細は公式サイト「営業時間・サービス案内」を参照。
2017年（平成29年）3月から段階的に9月までの間に二回目の大型改装を行った。大型書店「未来屋書店」や大型家電量販店「Joshin」が出店。新設の食物販ゾーン（つむぐダイニング）には知多の魚屋「魚太郎」や「OSOZAi KiTCHEN mino misho」も出店している。 
- イオン（旧：ジャスコ）木曽川店：18,000m2[1]
- トイザらス・ベビーザらス：3,500m2[1]
- スポーツオーソリティ[1]

### TOHOシネマズ木曽川
TOHOシネマズ運営のシネマコンプレックス。ダイヤモンドシティ・キリオ開業と同日の2004年（平成16年）6月18日にオープン。開業当初は中部東宝株式会社が運営していたが、2008年（平成20年）3月1日付の合併によりTOHOシネマズ運営となった。
かつての木曽川町内には帝国劇場、木曽川銀座劇場、木曽川東映劇場の3館があった。木曽川町は2005年（平成17年）4月1日付で一宮市に編入合併されたため、一宮市内としては「一宮東映」（1955年（昭和30年）8月開業）が 1990年（平成2年）4月8日に閉館して以来15年ぶりの映画館となった。
| スクリーンNo. | 座席数 | 車椅子席数 |
| ------------- | ------ | ---------- |
| 1             | 93     | 2          |
| 2             | 104    | 2          |
| 3             | 182    | 2          |
| 4             | 130    | 2          |
| 5             | 381    | 3          |
| 6             | 313    | 2          |
| 7             | 93     | 2          |
| 8             | 214    | 2          |
| 9             | 163    | 2          |
| 10            | 134    | 2          |

## アクセス

### 鉄道
- 名鉄名古屋本線 黒田駅から徒歩で約3分。
- JR東海道本線 木曽川駅から徒歩で約10分。

### 路線バス
- 名鉄一宮駅から名鉄バス「イオンモール木曽川行き」運行されている。詳細は公式サイト「アクセスガイド」を参照。
- 一宮市循環バス i-バス：木曽川・北方コース 「北保健センター東」バス停下車。